# Oblężenie Krakowa (1345)
Oblężenie Krakowa podczas wojny polsko-czeskiej (1345-1348) rozpoczęło się 12 lipca 1345 roku. W ciągu 8 dni oblężenia, Czechom, którymi dowodził oślepły już wtedy król Jan Luksemburski, nie udało się zdobyć miasta. 
Odparcie czeskiego ataku rozpoczęło okres 150 lat, w którym polska stolica do końca XV wieku była bezpieczna od wrogów zewnętrznych. 

## Przyczyny oblężenia
Wiosną 1345 roku książę świdnicki Bolko II Mały został najechany przez Jana Luksemburczyka. Kazimierz Wielki w odwecie uderzył w czerwcu na księstwo opawskie doprowadzając do wojny polsko-czeskiej. Z kolei król Czech Jan Luksemburski wyprawił się na leżącą na Górnym Śląsku ziemię wodzisławską. 29 czerwca 1345 roku, stanął obozem pod Wodzisławiem, jednakże Kazimierz Wielki bitwy nie przyjął i wycofał się. Jan Luksemburski zwinął obozowisko i podążył śladem wycofującego się Kazimierza.  Pociągnęło to  za sobą wyprawę czeską skierowaną na Kraków. 

## Oblężenie
12 lipca armia czeska dotarła do Krakowa i rozpoczęło się oblężenie miasta. Przekazy źródłowe dotyczące wyprawy czeskiej do Małopolski są bardzo fragmentaryczne i nie pozwalają na pełne odtworzenie przebiegu kampanii.
W czasie oblężenia Czesi ponieśli dwie porażki w potyczkach - wydzielony oddział dążący do przyłączenia się do sił oblegających miast został pobity pod Miechowem przez wspierających Kazimierza III Węgrów, a porażka Czechów koło Będzina mogła zostać poniesiona przez inny wydzielony oddział zarówno w drodze na Kraków, jak i podczas odwrotu. 
Król Czech zawarł w Pyzdrach  w dniu 6 września 1345 rozejm z Kazimierzem Wielkim i Bolkiem Świdnickim do dnia 11 listopada tego roku.